# Елдерон (Висконсин)
Елдерон (енгл. Elderon) град је у америчкој савезној држави Висконсин.

## Демографија
По попису из 2010. године број становника је 179, што је 10 (-5,3%) становника мање него 2000. године.
| Група             | 2000.       | 2010.       |
| Белци             | 180 (95,2%) | 162 (90,5%) |
| Афроамериканци    | 0 (0,0%)    | 0 (0,0%)    |
| Азијати           | 0 (0,0%)    | 0 (0,0%)    |
| Хиспаноамериканци | 9 (4,8%)    | 7 (3,9%)    |
| Укупно            | 189         | 179         |